# MLC1
MLC1 (англ. Megalencephalic leukoencephalopathy with subcortical cysts 1) – білок, який кодується однойменним геном, розташованим у людей на короткому плечі 22-ї хромосоми. Довжина поліпептидного ланцюга білка становить 377 амінокислот, а молекулярна маса — 41 141.
| 10         |  | 20         |  | 30         |  | 40         |  | 50         |
| ---------- |  | ---------- |  | ---------- |  | ---------- |  | ---------- |
| MTQEPFREEL |  | AYDRMPTLER |  | GRQDPASYAP |  | DAKPSDLQLS |  | KRLPPCFSHK |
| TWVFSVLMGS |  | CLLVTSGFSL |  | YLGNVFPAEM |  | DYLRCAAGSC |  | IPSAIVSFTV |
| SRRNANVIPN |  | FQILFVSTFA |  | VTTTCLIWFG |  | CKLVLNPSAI |  | NINFNLILLL |
| LLELLMAATV |  | IIAARSSEED |  | CKKKKGSMSD |  | SANILDEVPF |  | PARVLKSYSV |
| VEVIAGISAV |  | LGGIIALNVD |  | DSVSGPHLSV |  | TFFWILVACF |  | PSAIASHVAA |
| ECPSKCLVEV |  | LIAISSLTSP |  | LLFTASGYLS |  | FSIMRIVEMF |  | KDYPPAIKPS |
| YDVLLLLLLL |  | VLLLQAGLNT |  | GTAIQCVRFK |  | VSARLQGASW |  | DTQNGPQERL |
| AGEVARSPLK |  | EFDKEKAWRA |  | VVVQMAQ    |  |            |  |            |

A: Аланін

C: Цистеїн

D: Аспарагінова кислота

E: Глутамінова кислота

F: Фенілаланін

G: Гліцин

H: Гістидин

I: Ізолейцин

K: Лізин

L: Лейцин

M: Метіонін

N: Аспарагін

P: Пролін

Q: Глутамін

R: Аргінін

S: Серин

T: Треонін

V: Валін

W: Триптофан

Кодований геном білок за функціями належить до іонних каналів, фосфопротеїнів. 
Задіяний у таких біологічних процесах, як транспорт іонів, транспорт, альтернативний сплайсинг. 
Локалізований у клітинній мембрані, цитоплазмі, мембрані, ендоплазматичному ретикулумі.